# 黑布施塔特
黑布施塔特是德国巴伐利亚州的一个市镇。总面积20.70平方公里，总人口642人，其中男性315人，女性327人（2011年12月31日），人口密度31人/平方公里。